# No way to say
《No way to say》（難以言喻）是日本歌手濱崎步第31張單曲，2003年11月6日於日本發行。

## 說明
本作是她第一張迷你專輯《Memorial address》的先行單曲，也是最後一張僅以單片CD發行的單曲。
上張單曲《forgiveness》打著第30張單曲的旗號，甚至舉辦了紀念名義的特別演唱會，但銷售量卻創下同期的新低紀錄，僅達22萬張，未達前作《&》銷售59萬的一半。因此本作品收錄了多首歷年抒情名曲的管絃樂版本，以拉抬銷量，最終也成功以37萬將此後的單曲銷量拉回了三十萬等級。發行的首週刷新了ZARD保持的女性歌手單曲累積銷售量的歷代紀錄（當時為1740萬張），一直至2013年才被AKB48刷新紀錄。
尽管当年媒体唱衰滨崎步，但是滨崎步仍用此曲打败当年新生天后中岛美嘉的雪之华一举获得日本唱片大獎，達成日本史上首度三連霸，並表明不再領取歌唱方面獎項。

## 收錄歌曲
全曲作詞：濱崎步
1. No way to say "Original Mix"　
作曲：BOUNCEBACK／編曲：HΛL
Panasonic MD「MJ57」廣告歌曲
TBS電視台「恋するハニカミ」主題曲
2. No way to say "Acoustic Version"
3. SEASONS "Acoustic Orchestra Version"
4. Dearest "Acoustic Orchestra Version"
5. Voyage "Acoustic Orchestra Version"
6. No way to say "Vandalize/Realize Mix"
7. No way to say "Original Mix -Instrumental-"